# Cultura durante la guerra fredda
Con l'espressione guerra fredda si indica la contrapposizione politica, ideologica e militare che venne a crearsi intorno al 1947, tra le due potenze principali emerse vincitrici dalla seconda guerra mondiale: gli Stati Uniti d'America e l'Unione Sovietica. Ben presto si giunse alla divisione dell'Europa in sfere di influenza e alla formazione di blocchi internazionali ostili, denominati comunemente come Occidente (gli Stati Uniti, gli alleati della NATO e i Paesi amici) ed Oriente, o "blocco comunista" (l'Unione Sovietica, gli alleati del Patto di Varsavia e i Paesi amici), oltre a tutti i Paesi non allineati del resto del mondo.
La guerra fredda si riflesse nella cultura attraverso la musica, i film, i libri, la televisione e altri media, come del resto le convinzioni e il comportamento sportivo e sociale. Uno dei principali elementi della guerra fredda era la minaccia di una guerra nucleare; un altro era lo spionaggio. Molte opere usano la guerra fredda come sfondo, o prendono parte direttamente a conflitti fittizi tra gli Stati Uniti e l'Unione Sovietica. Il periodo 1953-62 vide i temi della guerra fredda entrare per la prima volta nella cultura dominante come una preoccupazione pubblica.

## Storie e film di spionaggio
Le storie di Cloak e Dagger entrarono a far parte della cultura popolare della guerra fredda sia nell'est che nell'ovest, con innumerevoli romanzi e film che mostravano quanto fosse polarizzato e pericoloso il mondo. Il pubblico sovietico era elettrizzato da storie di spionaggio che mostravano come i loro agenti del KGB proteggessero la madrepatria sventando il lavoro sporco della nefanda CIA americana, l'infido MI6 della Gran Bretagna e il diabolico Mossad di Israele. Dopo il 1963 Hollywood ha sempre più rappresentato la CIA come buffoni (come nella serie televisiva comica Get Smart) o come cattivi (come in JFK di Oliver Stone (1992).

### Libri e altre opere
- Atomsk di Paul Linebarger, pubblicato nel 1949, è il primo romanzo di spionaggio della guerra fredda.
- Alas, Babylon di Pat Frank
- Arc Light di Eric L. Harry
- Berts vidare betraktelser – Anders Jacobsson e Sören Olsson (1990), descrive il viaggio di Bert con la sua famiglia a New York nel luglio 1989, ma temendo che gli agenti degli Stati Uniti arrivino a Öreskoga per impedirgli di recarsi negli Stati Uniti, essendosi innamorato di Paulina, la cui cugina Pavel è arrivata in Svezia dalla Cecoslovacchia (sotto il regime comunista), Bert parla con Pavel.[3]
- Cat's Cradle di Kurt Vonnegut
- I reietti dell'altro pianeta di Ursula K. Le Guin è un romanzo di fantascienza che esplora le differenze di cultura e filosofia tra diverse società aliene, tra cui quella di un pianeta anarco-sindacalista in cui è ambientato gran parte del romanzo.
- Good Morning Comrades di Ondjaki, un romanzo su un giovane ragazzo a Luanda, in Angola e la fine della guerra fredda.
- Resurrection Day di Brendan DuBois
- Twilight 2000, gioco di ruolo.
- Warday di Whitley Strieber e James Kunetka
- Uragano rosso un romanzo del 1986 di Tom Clancy, su una guerra convenzionale NATO/Patto di Varsavia.[4]
  - Altri romanzi di Tom Clancy che fanno parte dell'universo di Jack Ryan, soprattutto La grande fuga dell'Ottobre Rosso e Il cardinale del Cremlino, anche se tutti i suoi libri di questo periodo sono rappresentati in un contesto di conflitto Est-Ovest.
- 1984 di George Orwell
- I romanzi di spionaggio di Frederick Forsyth furono venduti a centinaia di migliaia. Il quarto protocollo, il cui titolo fa riferimento a una serie di convenzioni che, se interrotte, porteranno alla guerra nucleare e che ora sono, ovviamente, tutte interrotte tranne che per il quarto e ultimo processo, fu poi trasformato in un film importante con protagonista l'attore britannico Michael Caine.
- The Manchurian Candidate, di Richard Condon, adottò un approccio diverso e descrisse una cospirazione comunista contro gli Stati Uniti che agiva non attraverso la sinistra o i pacifisti ma attraverso un'allusione appena velata a Joseph McCarthy. La logica di questo era che se i maccartisti accusavano così tante persone di essere agenti comunisti, ciò poteva solo distogliere l'attenzione dai veri comunisti. Il tema della collusione tra il comunismo internazionale e la destra occidentale sarebbe stato ripreso da molti film (Goldfinger, Bersaglio mobile) o programmi televisivi (episodi di MacGyver o Airwolf), che avrebbero caratterizzato un'alleanza tra i comunisti assetati di potere che attaccavano il mondo libero dall'esterno e capitalisti guidati dal profitto che lo minano per guadagno finanziario.
- Sacrifice di Graham Masterton
- Masters of Deceit, un'opera non-fiction scritta dall'FBI, attraverso l'ufficio di J. Edgar Hoover, che esalta i vizi del Comunismo e le virtù dell'Americanismo.[5]
- Glasnost cambiò radicalmente la cultura russa, poiché i libri che erano stati proibiti divennero improvvisamente disponibili e la gente li leggeva tutto il tempo, ovunque.[6]
- The Ugly American di William J. Lederer e Eugene Burdick. Originariamente pubblicato nel 1958, questo libro racconta la storia di come il governo degli Stati Uniti abbia gestito molto male la politica estera. Il personaggio principale, Homer Atkins, scopre questa triste verità quando viene inviato nel paese immaginario di Sarkhan (nel Sudest asiatico).[7]
- Una giornata di Ivan Denisovič di Alexander Solzhenitsyn. Questo libro acclamato, pubblicato per la prima volta nel 1962, ha esposto gli orrori dei campi di concentramento russi durante la seconda guerra mondiale sotto il regime stalinista. È una storia semi-autobiografica di un soldato disciplinato che viene inviato in un campo siberiano, dopo essere stato falsamente accusato di tradimento. Solženicyn ricevette il Premio Nobel per la letteratura.[8]

## Cinema

### Il cinema come prima propaganda della guerra fredda
Durante la guerra fredda, i film hanno funzionato come mezzo per influenzare e controllare l'opinione pubblica internamente. Gli Stati Uniti e l'Unione Sovietica investirono molto nella propaganda progettata per influenzare i cuori e le menti delle persone in tutto il mondo, specialmente usando l'industria del cinema. I film della guerra fredda prodotti da entrambe le parti tentavano di affrontare diversi aspetti del conflitto delle superpotenze e cercarono di influenzare sia l'opinione nazionale che quella straniera. Il divario tra i film americani e quelli sovietici diede agli americani un netto vantaggio rispetto all'Unione Sovietica. L'America era decisamente pronta a utilizzare i suoi risultati cinematografici come un modo per incidere efficacemente sull'opinione pubblica in un modo che l'Unione Sovietica non poteva. Il cinema, speravano gli americani, avrebbe aiutato a colmare il divario causato dallo sviluppo sovietico delle armi nucleari e dai progressi nella tecnologia spaziale. L'uso del film come forma efficace di propaganda diffusa trasformò il cinema in un altro fronte di battaglia della guerra fredda.

#### Cinema americano
Gli americani approfittarono del loro vantaggio cinematografico preesistente rispetto all'Unione Sovietica, usando i film come un altro modo per creare il nemico comunista. Nei primi anni della guerra fredda (tra il 1948 e il 1953) furono pubblicati settanta film esplicitamente anticomunisti. I film americani incorporano una vasta gamma di temi e di problemi della guerra fredda in tutti i generi di film, che diedero ai film americani un particolare vantaggio sui film sovietici. Nonostante la mancanza di passione del pubblico per il cinema anti-comunista/correlati alla guerra fredda, i film prodotti servirono evidentemente da propaganda di successo sia in America che nell'URSS. I film usciti in quel periodo ricevettero una risposta dall'Unione Sovietica, che successivamente pubblicò una propria serie di film per combattere la rappresentazione della minaccia comunista.
Diverse organizzazioni svolsero un ruolo chiave nel garantire che Hollywood agisse nell'interesse nazionale della Legione della Decenza Cattolica degli Stati Uniti e l'Amministrazione del Codice di Produzione che agirono come due gruppi conservatori che controllavano gran parte del repertorio nazionale durante le prime fasi della guerra fredda. Questi gruppi filtravano i film politicamente sovversivi o moralmente discutibili. Più esplicitamente illustrando il passaggio dal cinema come forma d'arte al cinema come forma di arma strategica, la Motion Picture Alliance for the Preservation of American Ideals assicurò che i cineasti esprimessero adeguatamente il loro patriottismo. Al di là di questi sforzi specifici del cinema, l'FBI svolse un ruolo sorprendentemente esteso nella produzione di film, istituendo una strategia cinematografica triangolare: l'FBI istituì un'operazione di sorveglianza a Hollywood, compì sforzi per individuare e mettere in lista i comunisti, riciclò segretamente intelligence attraverso l'HUAC e contribuì inoltre alla produzione di film che "promossero l'immagine [dell'FBI] come protettore del popolo americano". L'FBI inoltre sosteneva film, incluso il premio Oscar The Hoaxsters.
Negli anni '60 Hollywood iniziò a usare film di spionaggio per creare il nemico attraverso il cinema. In precedenza l'influenza della guerra fredda poteva essere vista in molti, se non tutti, i generi di film americani. Negli anni '60 i film di spionaggio erano effettivamente "un'arma di confronto tra i due sistemi del mondo". Entrambe le parti accentuarono la paranoia e crearono un senso di costante disagio nei telespettatori attraverso l'aumento della produzione di film di spionaggio. Il film raffigurava il nemico in un modo che fece sì che entrambe le parti aumentassero il sospetto generale di minaccia interna e straniera.

#### Cinema della guerra fredda dell'URSS
Tra il 1946 e il 1954 l'Unione Sovietica imitò l'adozione americana del cinema come arma. I Central United Film Studios e il Comitato per gli affari del cinema erano impegnati nella battaglia della guerra fredda. Sotto il regime di Stalin i film potevano essere realizzati solo entro confini rigorosi. Il cinema e il governo erano inestricabilmente legati. Molti film venivano banditi per non essere sufficientemente patriottici. Nondimeno, l'Unione Sovietica produsse una pletora di film con l'obiettivo di funzionare apertamente come propaganda negativa.
Allo stesso modo degli Stati Uniti, i sovietici erano desiderosi di rappresentare il loro nemico nella luce meno lusinghiera possibile. Tra il 1946 e il 1950, il 45,6% dei cattivi sullo schermo dei film sovietici era americano o britannico. I film hanno affrontato temi non sovietici che sono emersi nel film americani nel tentativo di far deragliare le critiche e dipingere gli Stati Uniti come il nemico. Gli attacchi fatti dagli Stati Uniti contro l'U.S.S.R furono semplicemente usati come materiale dai registi sovietici per i loro attacchi contro gli Stati Uniti. Il cinema sovietico in questo periodo si liberò della storia: "L'armata rossa si è impegnato negli stupri di massa di donne tedesche e ha saccheggiato tesori d'arte, fabbriche e foreste tedesche?" Nel cinema sovietico, era vero il contrario in [The Meeting on the Elbe]". Ciò dimostrava l'accresciuta paranoia dell'Unione Sovietica.
Nonostante gli sforzi compiuti per elevare lo status del cinema, come cambiare il Comitato per gli affari del cinema al Ministero della cinematografia, il cinema non sembra funzionare come una propaganda corroborante come era stato pianificato. Sebbene i film anti-americani fossero particolarmente apprezzati dal pubblico, il Ministero non sentiva che il messaggio era arrivato al grande pubblico, forse a causa del fatto che la maggior parte degli spettatori che vedevano i film prodotti erano, forse, i sovietici che più probabilmente ammiravano la cultura americana.
Dopo la morte di Stalin una Amministrazione principale degli affari cinematografici sostituì il ministero, consentendo ai cineasti una maggiore libertà grazie alla mancanza di controllo diretto da parte del governo. Molti dei film usciti tra la fine degli anni '50 e '60 si concentrarono sulla diffusione di un'immagine positiva della vita sovietica, con l'intento di dimostrare che la vita sovietica era davvero migliore della vita americana.
La fantascienza russa riemerse dopo un prolungato periodo di censura nel 1957, incoraggiata dalla destalinizzazione e dalle vere conquiste sovietiche nella corsa spaziale, rappresentata dall'epopea galattica di Ivan Efremov, Andromeda (1957). La fantascienza ufficiale comunista ha trasposto le leggi del materialismo storico verso il futuro, disprezzando gli scritti nichilisti occidentali e prevedendo una transizione pacifica al comunismo universale. Ciò nonostante le visioni scientocratiche del futuro hanno tuttavia implicitamente criticato il socialismo burocratico del presente. Emersero scrittori di fantascienza dissidenti, come i fratelli Strugatski, Boris e Arkadi, con le loro "fantasie sociali", problematizzando il ruolo dell'intervento nel processo storico, o l'esposizione ironica di Stanislaw Lem dei limiti cognitivi dell'uomo.

### Film che descrivono la guerra nucleare
- Duck and Cover – Un film educativo del 1951 che spiega cosa fare in caso di un attacco nucleare.
- L'ultima spiaggia, dipinge un mondo post-apocalittico, gradualmente morente in Australia rimasto dopo una terza guerra mondiale.
- Ladybug Ladybug 1963 suona un allarme di avvertimento di una bomba nucleare in una scuola elementare.
- Il dottor Stranamore - Ovvero: come ho imparato a non preoccuparmi e ad amare la bomba (1964) – Una black comedy che sdrammatizza la guerra fredda e la minaccia della guerra nucleare.
- A prova di errore (1964) – Un film basato sul romanzo omonimo che descrive un equipaggio americano di bombardieri e tensioni nucleari.
- The War Game (BBC, 1965) – Descrive gli effetti di una guerra nucleare in Gran Bretagna a seguito di una guerra convenzionale che si intensifica fino alla guerra nucleare.
- L'ultima odissea (20th Century Fox, 1977) – Attacco a sorpresa lanciato sugli Stati Uniti e gli sforzi successivi di un piccolo gruppo di sopravvissuti in California per raggiungere un altro gruppo di sopravvissuti ad Albany, New York.
- The Children's Story (1982), cortometraggio originariamente trasmesso su TV Mobil Showcase, descrive il primo giorno di indottrinamento di un'aula scolastica elementare da parte di un nuovo insegnante, che rappresenta un governo totalitario che ha conquistato gli Stati Uniti. È basato sul racconto del 1960 con lo stesso titolo di James Clavell.
- The Day After (1983) – Questo film per la televisione realizzato dalla ABC descrive le conseguenze di una guerra nucleare a Lawrence, nel Kansas e nell'area circostante.
- WarGames (1983) – Parla di un giovane hacker che inconsapevolmente si infiltra in un computer per la difesa e rischia di iniziare una guerra nucleare.
- Testament (PBS, 1983) – Descrive i postumi di una guerra nucleare in una città vicino a San Francisco, in California.
- Countdown to Looking Glass (HBO, 1984) – Un film che presenta una trasmissione di notizie simulate su una guerra nucleare.
- Threads (BBC, 1984) – Un film ambientato nella città britannica di Sheffield e mostra i risultati a lungo termine di una guerra nucleare nell'area circostante.
- Sacrificio (Sweden, 1986) – Un dramma filosofico sulla guerra nucleare.
- Gioco mortale (1986) – Anche se non tratta di una guerra nucleare, fu visto come un ammonimento.
- Quando soffia il vento (1986) – Un film d'animazione su un'anziana coppia inglese in un mondo di guerra post-nucleare.
- Soluzione finale (1988) – Un film su due amanti a Los Angeles prima di una guerra nucleare.
- By Dawn's Early Light (HBO, 1990) – Su funzionari militari sovietici ribelli che incastrano la NATO per un attacco nucleare al fine di innescare una vera e propria guerra nucleare.
- L'ultima spiaggia (film 2000) (Showtime, 2000) – Un remake del film del 1959.
- Fail-Safe (CBS, 2000) – Un remake del film del 1964.

### Film che descrivono una guerra convenzionale USA/URSS
Oltre ai timori di una guerra nucleare tra Stati Uniti e Unione Sovietica, durante la guerra fredda, c'erano anche i timori di un conflitto convenzionale diretto su larga scala tra le due superpotenze.
- Invasione USA (1952) - Il film del 1952 mostrava un'invasione sovietica degli Stati Uniti che ebbe successo perché la cittadinanza era caduta nella rovina morale, profitti di guerra e isolazionismo. Il film è stato successivamente parodiato su Mystery Science Theater 3000. (Da non confondere con l'action movie con lo stesso titolo di Chuck Norris uscito nel 1985.)
- Red Nightmare, il cortometraggio sponsorizzato dal governo del 1962, narrato da Jack Webb, immaginava un'America dominata dai sovietici come conseguenza della negligenza del protagonista nei suoi doveri "tutti americani".
- La terza guerra mondiale, miniserie dell'NBC del 1982 su un'invasione sovietica dell'Alaska.
- Alba rossa (1984) - ha presentato un attacco sovietico convenzionale con attacchi nucleari limitati e strategici dei sovietici contro gli Stati Uniti, aiutati da alleati dell'America Latina, e le imprese di un gruppo di liceali che formano un gruppo di guerriglieri per opporvisi.
- Invasion U.S.A. (1985) - Questo film ritrae un agente sovietico che guida guerriglieri comunisti latino-americani che lanciano attacchi negli Stati Uniti e un ex agente della CIA interpretato da Chuck Norris che si oppone a lui e ai suoi mercenari.
- Amerika (Miniserie TV dell'ABC, 1987), una pacifica acquisizione degli Stati Uniti da parte dell'Unione Sovietica.

### Film che descrivono lo spionaggio della guerra fredda
- Firefox - Volpe di fuoco è un film del 1982 basato su un romanzo di Craig Thomas con lo stesso titolo. La trama descrive in dettaglio un complotto americano per rubare un velivolo da combattimento sovietico molto avanzato (MiG-31 Firefox) che è capace di Mach 6, è invisibile ai radar e porta armi controllate dal pensiero.
- Caccia a Ottobre Rosso è un film del 1990 basato su un romanzo con lo stesso nome di Tom Clancy sul capitano di un sottomarino per missili balistici sovietici tecnologicamente avanzato che tenta di disertare negli Stati Uniti.
- James Bond apparve per la prima volta nel 1953. Mentre i principali antagonisti nella maggior parte dei romanzi erano agenti sovietici, i film erano solo vagamente basati sulla guerra fredda. I film di Bond seguivano il clima politico dell'epoca nelle loro rappresentazioni dei sovietici e dei Cinesi "Rossi". Nella versione del 1954 di Casino Royale (Climax!), Bond era un agente americano che lavorava con gli inglesi per distruggere uno spietato agente sovietico in Francia, ma divenne più noto come Agente 007, James Bond, del servizio segreto di Sua Maestà, che fu interpretato da Sean Connery fino al 1971 e da diversi attori da allora. Sebbene i film di Bond usassero spesso la guerra fredda come sfondo, la stessa Unione Sovietica non era quasi mai nemica di Bond, essendo più spesso quel ruolo lasciato alle organizzazioni criminali fittizie e apolitiche (come la famigerata SPECTRE). Tuttavia la Cina rossa era in combutta con i nemici di Bond nei film Goldfinger, Si vive solo due volte e L'uomo dalla pistola d'oro, mentre alcuni film successivi (Octopussy, 007 - Zona pericolo) presentavano un generale sovietico ribelle come il nemico.
- TASS Upolnomochen Zayavit... (La TASS è autorizzata a dichiarare... ) – una serie televisiva sovietica basata su un romanzo di Julian Semenov. La trama del film è ambientata nell'immaginario paese africano di Nagonia, dove gli agenti della CIA stanno preparando un colpo di Stato militare, mentre l'agente del KGB Slavin sta cercando di impedirlo. Slavin riesce a ricattare la spia americana corrotta John Glebe.
- Il gioco del falco è un film del 1985 diretto da John Schlesinger a proposito di due giovani americani, Christopher Boyce e Daulton Lee, che vendettero segreti per la sicurezza degli Stati Uniti all'Unione Sovietica. Il film è basato sul libro del 1979 Il falco e il pupazzo di neve: una vera storia di amicizia e spionaggio di Robert Lindsey.
- Toccato! è un film del 1985 su uno studente universitario di nome Jonathan (Anthony Edwards) che partecipa a un gioco chiamato Gotcha in cui caccia e viene cacciato da altri studenti con pistole a vernice nel campus. Jonathan va in vacanza in Francia, incontra una bella donna di nome Sasha (Linda Fiorentino), viaggia con lei nella Germania dell'Est e, inconsapevolmente, viene coinvolto nel gioco dello spionaggio tra USA e USSR.

### Altri film sulle paure e la rivalità USA/URSS
- Il terzo uomo (1949) – Un racconto sottotrama importante riguarda lo status di rifugiata di una donna cecoslovacca e del russo che tenta di rimandarla indietro in Cecoslovacchia.
- Arrivano i russi, arrivano i russi (1966) – Un film su un sottomarino sovietico che si incaglia per errore vicino a una piccola città del New England.
- Telefon (1977) – Un film con Charles Bronson e Donald Pleasence sulla rete di agenti dormienti di copertura negli Stati Uniti che vengono attivati da un agente del KGB.
- Rocky IV (1985) – In questa puntata della saga di Rocky, Rocky Balboa deve combattere un pugile estremamente potente dall'Unione Sovietica.
- Spie come noi (1985) – Un film commedia interpretato da Dan Aykroyd e Chevy Chase come agenti espulsi, inviati ad infiltrarsi nell'Unione Sovietica.
- Mamma ho acchiappato un russo (1987) – Un film su un marinaio della Marina militare Sovietica che si lava a riva in Florida e fa amicizia con tre ragazzi americani.
- Fuga dal futuro - Danger Zone (1987) – Un film interpretato da Matthew Broderick in cui un aviatore statunitense lavora con gli scimpanzé su progetti legati alla guerra fredda.

## Televisione
- Airwolf
- Danger Man, (Conosciuto come Secret Agent negli Stati Uniti)
- I Led Three Lives – La prima incursione nella cultura di massa che riguarda la guerra fredda.[17]
- I Spy (Serie televisiva U.S. del 1965–68)
- Get Smart
- MacGyver
- The Man from U.N.C.L.E.
- Mission: Impossible
- Quatermass II, miniserie televisiva
- Diversi episodi di Star Trek erano caratterizzati da una versione futuristica della guerra fredda, nei termini della Federazione dei Pianeti contro l'Impero Klingon e l'Impero Stellare Romulano, gli omologhi degli Stati Uniti, dell'U.S.S.R. e la P.R.C., rispettivamente. Anche A Taste of Armageddon dimostrava il concetto di MAD in una guerra tra avversari.
- Scarecrow and Mrs. King
- Ivan the Terrible - sitcom del 1976
- The Rocky and Bullwinkle Show Fumetto degli anni '60 per bambini e adulti in cui i cattivi sono Boris e Natasha, entrambi sovietici.
- The Sandbaggers
- Ai confini della realtà, un certo numero di episodi in cui ha rappresentato rifugi antiatomici, come l'episodio del 1961, The Shelter, ha prodotto un commento sociale sulla spinta della Protezione Civile durante la Crisi di Berlino del 1961 e l'era del 1987 di Ronald Reagan Shelter Skelter.[18] Gli episodi di Twilight Zone che commentano altri aspetti della guerra fredda, e World Peace includono A Small Talent for War del 1986.

### Televisioni commerciali
Wendy's Hamburger Chain lanciò una pubblicità televisiva che mostrava una presunta "sfilata sovietica", che presentava la stessa donna grande e poco attraente che indossava lo stesso vestito sciatto in una varietà di situazioni, l'unica differenza era l'accessorio che portava (ad esempio una torcia elettrica per gli "indumenti da notte" o un pallone da spiaggia per i "costumi da bagno"). Questa era apparentemente una satira su come la società sovietica era caratterizzata da uniformità e standardizzazione, in contrasto con gli Stati Uniti caratterizzati dalla libertà di scelta, come evidenziato nello spot di Wendy.
La pubblicità "1984" della Apple Computer, pur omaggiando il romanzo omonimo di George Orwell, segue un approccio più serio ma ambizioso sul tema della libertà contro il totalitarismo, evidente tra gli Stati Uniti e la società sovietica dell'epoca.

### Pubblicità politica

#### Margherite e nuvole a fungo
Daisy fu la campagna pubblicitaria più famosa della guerra fredda. In onda solo una volta, il 7 settembre 1964, è stata un fattore nella sconfitta di Barry Goldwater da parte di Lyndon B. Johnson nelle elezioni presidenziali negli stati Uniti d'America del 1964. I contenuti dello spot erano controversi e il loro impatto emotivo era bruciante.
La pubblicità si apre con una bambina in piedi in un prato con gli uccelli cinguettanti, che conta lentamente i petali di una margherita mentre li prende uno ad uno. La sua dolce innocenza, insieme agli errori nel conteggio, la rendono affascinante allo spettatore. Quando raggiunge "9", all'improvviso si sente una inquietante voce maschile che pronuncia il conto alla rovescia di un lancio di razzi. Mentre gli occhi della ragazza si girano verso qualcosa che vede nel cielo, la telecamera zooma fino a quando una delle sue pupille riempie lo schermo, oscurandolo. Il conto alla rovescia giunge a zero e l'oscurità viene immediatamente squarciata da un flash luminoso simultaneo e da un suono fragoroso seguito da un filmato di un'esplosione nucleare, un'esplosione simile nell'apparenza al test di Trinity del 1945, seguito da un altro taglio seguito di filmati di una nuvola a forma di fungo.
Mentre la palla di fuoco sale, viene eseguita una modifica, questa volta in una sezione ravvicinata dell'incandescenza nella nuvola a fungo, su cui viene riprodotta la voce fuori campo di Johnson, che afferma enfaticamente: "Queste sono le poste in gioco! Fare un mondo in cui tutti i figli di Dio possano vivere o andare nell'oscurità. Dobbiamo amarci l'un l'altro o dobbiamo morire". Un'altra voce fuori campo dice: "Vota per il presidente Johnson il 3 novembre. La posta in gioco è troppo alta perché tu possa rimanere a casa". (Due mesi dopo, Johnson vinse le elezioni con una valanga di preferenze.)

#### Orso nei boschi
Orso nei boschi era una pubblicità della campagna del 1984 che approvava Ronald Reagan come presidente. Questa campagna pubblicitaria descriveva un orso bruno che vagava per i boschi (probabilmente implicando l'Unione Sovietica) e suggeriva che Reagan era più capace di trattare con i sovietici del suo avversario politico, nonostante il fatto che la pubblicità non menzionasse mai esplicitamente l'Unione Sovietica, la guerra fredda o Walter Mondale.

## Umorismo
L'incidente del 1984 "Iniziamo a bombardare tra cinque minuti" è un esempio di umorismo nero della guerra fredda. Era uno scherzo personale che fingeva una gaffe al microfono tra Ronald Reagan, il suo staff della Casa Bianca e i tecnici della radio, che trapelò accidentalmente tra la popolazione statunitense. All'epoca Reagan era ben noto prima di questo incidente per aver raccontato barzellette sovietiche e russe nei dibattiti televisivi, molti dei quali furono ora caricati su siti web di video hosting.
Lo scherzo era una parodia della linea di apertura del discorso di quel giorno:
Dopo il suo viaggio a Los Angeles nel 1959 e il rifiuto di entrare a Disneyland, per motivi di sicurezza, uno sconsolato primo ministro sovietico Nikita Khrushchev scherzò: "... solo ora mi è stato detto che non potevo andare a Disneyland, ho chiesto "Perché no? Cosa c'è, avete delle piattaforme di lancio razzi anche lì?"

## Arte
Gli Stati Uniti e l'Unione Sovietica si impegnarono in gare nei confronti dell'arte. Le varie competizioni culturali si svolgevano a Mosca, New York, Londra e Parigi. I sovietici eccellevano nel balletto e negli scacchi, gli americani nel jazz e nei dipinti espressionisti astratti. Gli Stati Uniti finanziarono le proprie compagnie di balletto ed entrambi usarono il balletto come propaganda politica, usando la danza per riflettere lo stile di vita nella "battaglia per i cuori e le menti degli uomini". La defezione di un primo ballerino diventava un colpo di Stato grave.
Gli scacchi erano abbastanza economici e i russi vincevano sempre fino a quando l'America non tirò fuori Bobby Fischer. Molto più costosa era la corsa allo spazio, come mezzo per la supremazia scientifica (con una tecnologia con evidenti usi militari). Inoltre, quando si trattava di sport, i due paesi gareggiarono nelle Olimpiadi durante il periodo della guerra fredda, cosa che creò anche forti tensioni quando l'Occidente boicottò le prime Olimpiadi russe nel 1980.

## Musica

### Anni '40
Mentre il presidente Franklin D. Roosevelt moriva e la seconda guerra mondiale si concludeva con la detonazione di armi nucleari sul Giappone nel 1945, il palcoscenico si preparò rapidamente all'emergere delle ostilità della guerra fredda tra le nuove superpotenze nel 1946. I musicisti che stavano tenendo concerti in America durante questo periodo furono improvvisamente esposti a mutevoli circostanze diplomatiche e politiche.
Nel 1946 il Dipartimento di Stato degli Stati Uniti assunse il controllo delle iniziative di diplomazia culturale in Sud America che erano iniziate nel 1941 da parte dell'Ufficio del coordinatore degli affari interamericani del presidente Roosevelt. In un primo momento, il Dipartimento di Stato continuò a incoraggiare i musicisti più importanti ad eseguire concerti e trasmettere musica a sostegno della sua politica di pan-americanismo nella regione attraverso il suo Office of International Broadcasting and Cultural Affairs. Di conseguenza, trasmissioni radiofoniche live in Sud America di musicisti come Alfredo Antonini, Néstor Mesta Cháyres e John Serry Sr. nello show Viva América della CBS continuarono nei primi anni dell'era della guerra fredda. Alla fine del decennio, tuttavia, il punto focale della politica estera americana si spostò verso la rivalità tra le superpotenze in Europa e questa trasmissione culturale in Sud America fu gradualmente eliminata.

### Anni '50 e '60
I musicisti di questi decenni, in particolare di jazz e musica folk, sono stati influenzati dall'ombra della guerra nucleare. Probabilmente il più famoso, appassionato e influente di tutti è stato Bob Dylan, in particolare nelle sue canzoni Masters of War e A Hard Rain's a-Gonna Fall (scritte poco prima della crisi dei missili di Cuba). Nel 1965 la versione di Barry McGuire dell'epocalittica Eve of Destruction di P. F. Sloan fu un successo che si piazzò al numero uno negli Stati Uniti e altrove.
Van Cliburn fu un pianista che celebrato con una parata di bigliettini dopo aver vinto una competizione musicale in Unione Sovietica.
Dal 1956 fino alla fine degli anni '70 il Dipartimento di Stato degli Stati Uniti inviò i suoi migliori musicisti jazz per mostrare la musica che attraeva i giovani, per mostrare l'armonia razziale in patria e per mantenere la libertà perché il jazz era una forma di musica democratica, libera e improvvisata. Le tournée di jazz dell'Unione Sovietica furono organizzate nel 1956 e durarono fino agli anni '70.
Oltre al jazz il Dipartimento di Stato degli Stati Uniti sosteneva anche l'esecuzione della musica classica da parte di orchestre americane importanti nell'ambito delle iniziative di diplomazia culturale durante la guerra fredda. Nel 1961-1962 l'Eastman Philharmonia Orchestra di Howard Hanson alla Eastman School of Music fu selezionata per rappresentare la nazione in un tour internazionale di concerti che comprendeva trentaquattro città e sedici paesi in Europa, Medio Oriente e Russia.
Anche la Settima Armata degli Stati Uniti svolse un ruolo fondamentale nel sostenere la diplomazia culturale e rafforzare i legami internazionali con l'Europa durante la guerra fredda. L'Orchestra Sinfonica della Settima Armata fu fondata dal caporale Samuel Adler a Stoccarda, Germania, nell'ambito di uno sforzo dell'esercito statunitense per dimostrare il comune patrimonio culturale che esisteva in America, i suoi alleati europei e le nazioni conquistate in Europa durante il periodo della guerra fredda. L'orchestra suonò moltissimo in tutta Europa dal 1952 al 1961 ed eseguì opere del repertorio classico e composizioni contemporanee americane.

### Anni successivi
Molte canzoni di protesta negli anni '80 riflettevano un disagio generale per le crescenti tensioni tra l'Unione Sovietica e gli Stati Uniti, causate dalla dura linea di Ronald Reagan e Margaret Thatcher contro i sovietici. Ad esempio vari artisti musicali indossavano costumi da uniforme militare, come riflesso del crescente sentimento di militarismo che si vedeva negli anni '80. Le canzoni dimostravano simbolicamente i superpoteri che vanno in guerra, come nella canzone Two Tribes dei Frankie Goes to Hollywood. Il video musicale di MTV di questa canzone conteneva caricature del presidente degli Stati Uniti Ronald Reagan e del segretario generale sovietico Konstantin Ustinovič Černenko in un incontro di wrestling.
Altre canzoni esprimevano la paura della terza guerra mondiale, come nella canzone di Sting, Russians, con testi come "Non sottoscrivo il suo punto di vista [di Reagan o di Krusciov]" (che Reagan avrebbe protetto l'Europa, o che Khrushchev vorrebbe "seppellire" l'Occidente). Altri esempi includono "Let's go all the way" degli Sly Fox, una canzone che parla di "andare fino in fondo" alla guerra nucleare; "Wild Wild West" di The Escape Club con i suoi vari riferimenti alla guerra fredda. La canzone dei Genesis Land of Confusion esprimeva il desiderio di dare un senso al mondo, specialmente in relazione alla guerra nucleare.
Un certo numero di band punk rock degli anni '80 attaccarono la politica dell'era della guerra fredda, come quella del deterrente nucleare di Reagan e Thatcher. Un piccolo campionario include The Clash, Dead Kennedys, Government Issue, Fear, Suicidal Tendencies, Toxic Reasons, Reagan Youth, ecc. La nota compilation punk P.E.A.C.E. coinvolse band di tutto il mondo nel tentativo di promuovere la pace internazionale. The Scars trattava il poema apocalittico "Your Attention Please" di Peter Porter, una trasmissione radiofonica che annunciava la guerra nucleare.
Probabilmente la più famosa delle canzoni degli anni '80 contro l'aumento dello scontro tra sovietici e americani fu la 99 Luftballons di Nena, che descriveva gli eventi, a partire dall'emissione apparentemente innocente di 99 palloncini giocattolo (rossi), che poteva portare a una guerra nucleare.
Imperiet - "Coca Cola Cowboys" - una canzone rock svedese su come il mondo è diviso da due superpoteri che entrambi pretendono di rappresentare la giustizia.
A Roman Palester, un compositore di musica classica, furono bandite e censurate le sue opere in Polonia e in Unione Sovietica, come risultato del suo lavoro per Radio Free Europe, anche se si pensava che fosse il più grande compositore vivente della Polonia al tempo.

### Musical e commedie
- Chess Il gioco degli scacchi era un'altra modalità di competizione tra le due superpotenze, come dimostra il musical.

## Consumismo
Gli storici discutono se la diffusione del consumismo in stile americano nell'Europa occidentale (e in Giappone) fosse parte della guerra fredda. Steigerwald rivede il dibattito guardando il libro Trams or Tailfins? Public and Private Prosperity in Postwar West Germany and the United States (2012) di Jan L. Logemann:

## Sport

Amichevole tra le nazionali di volley maschile di e all'Arena di Verona nel 1988

Le tensioni della guerra fredda tra gli Stati Uniti e l'Unione Sovietica fecero da sfondo alle competizioni sportive, in particolare nell'hockey e nelle Olimpiadi del 1980 e 1984.
- 1956: Giochi della XVI Olimpiade – USSR-Ungheria Bagno di sangue di Melbourne a seguito della rivoluzione ungherese
- 1969: Campionato mondiale di hockey su ghiaccio – URSS-Cecoslovacchia in seguito agli eventi del 1968 in Cecoslovacchia
- 1972: Giochi della XX Olimpiade – L'URSS sconfigge gli Stati Uniti nella pallacanestro maschile, in un controverso incontro per la medaglia d'oro.
- 1972: Canada–USSR Summit Series – Il Canada sconfigge i sovietici in questa serie di otto incontri.
- 1972: Fischer (USA) - Spaasky (USSR) Campionato del mondo di scacchi- Bobby Fischer batte Spaasky in questo campionato tenutosi a Reykjavik, Islanda.
- 1980: The Miracle on Ice – Gli Stati Uniti sconfiggono l'URSS nei XIII Giochi olimpici invernali
- 1980: Boicottaggio dei Giochi della XXII Olimpiade – dagli Stati Uniti
- 1984: Boicottaggio dei Giochi della XXIII Olimpiade – dall'Unione Sovietica

## Attrezzature da gioco

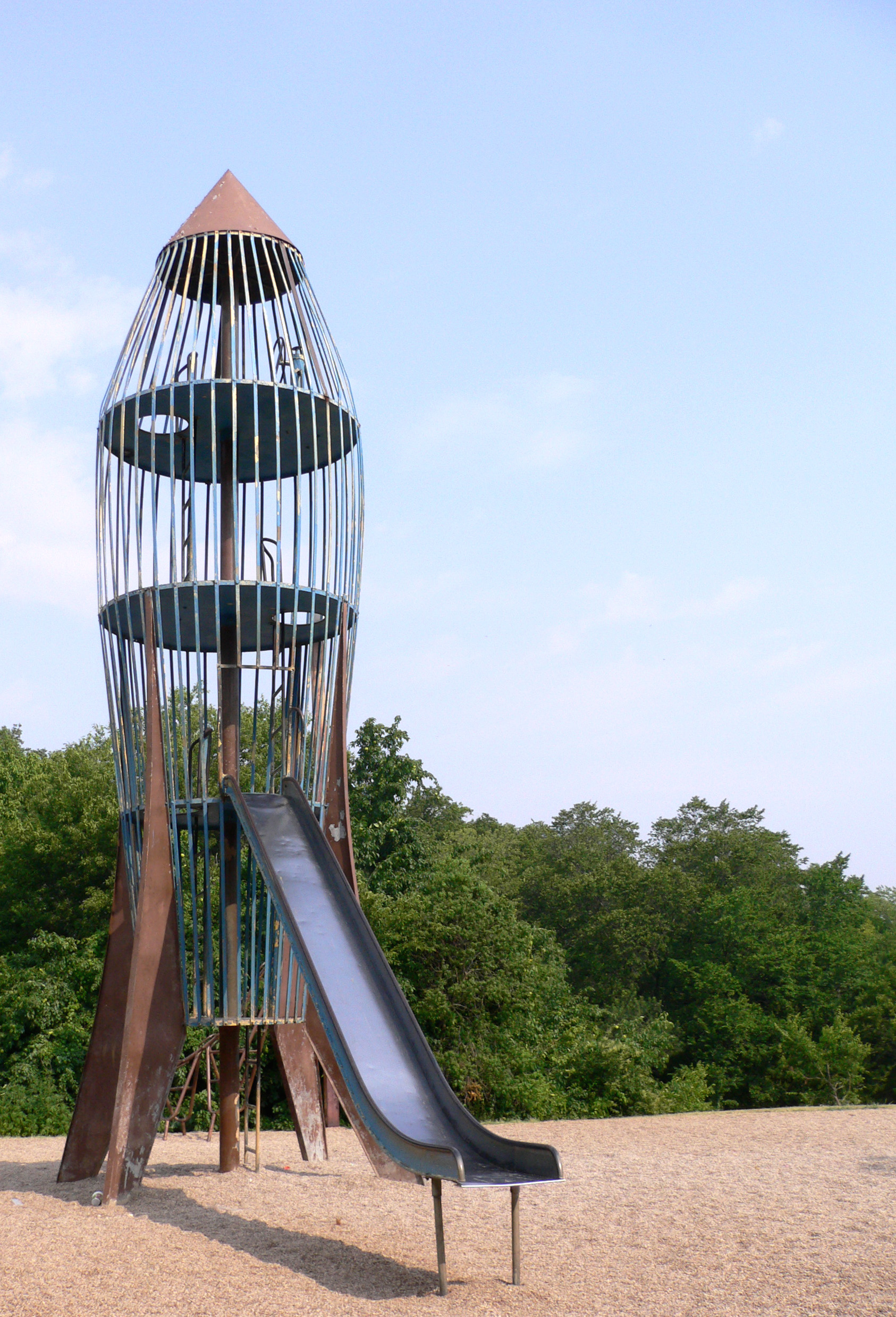
Scivolo nave spaziale a Richardson (Texas)

Le attrezzature da gioco costruite durante la guerra fredda avevano lo scopo di incoraggiare la curiosità e l'entusiasmo dei bambini per la Corsa allo spazio. Furono installate sia nei paesi comunisti che non comunisti durante tutta la guerra fredda.

## Videogiochi
- Firefox (videogioco)
- Missile Command
- Raid over Moscow
- SDI: Strategic Defense Initiative
- call of duty coldwar

## Cultura di protesta
Le proteste antinucleari emersero per la prima volta alla fine degli anni '50 e all'inizio degli anni '60. Nel Regno Unito la prima Marcia Aldermaston March, organizzata dalla Campagna per il disarmo nucleare, ebbe luogo nel 1958. Nel 1961, al culmine della guerra fredda, circa 50.000 donne riunite da Women Strike for Peace marciarono in 60 città negli Stati Uniti per dimostrare contro le armi nucleari. Nel 1964 le marce della pace in diverse capitali australiane presentavano cartelli "Bandire la bomba".
Nei primi anni '80 la rinascita della corsa agli armamenti nucleari scatenò grandi proteste sulle nuclear weapons. Nell'ottobre 1981 mezzo milione di persone scese in piazza in diverse città italiane, più di 250.000 persone protestarono a Bonn, 250.000 manifestarono a Londra e 100.000 marciarono a Bruxelles. La più grande protesta anti-nucleare si tenne il 12 giugno 1982, quando un milione di persone manifestarono a New York contro le armi nucleari. Nell'ottobre 1983, quasi 3 milioni di persone in tutta l'Europa occidentale protestarono contro lo schieramento di missili nucleari e chiesero la fine della corsa agli armamenti; la più grande folla di quasi un milione di persone riunite a L'Aia nei Paesi Bassi. In Gran Bretagna 400.000 persone parteciparono a quella che fu probabilmente la più grande dimostrazione della storia britannica.

## Altro
- Barbie—Barbie rappresentava lo stile di vita americano, perché era il consumatore finale.[56]
- New Math fu una forte reazione al lancio dello Sputnik, cambiando il modo in cui la matematica veniva insegnata ai bambini in età scolare.
- Il Kitchen Debate fu un dibattito estemporaneo (attraverso gli interpreti) tra il vicepresidente degli Stati Uniti Richard Nixon e il premier sovietico Nikita Khrushchev all'inaugurazione dell'American National Exhibition a Mosca, il 24 luglio 1959.